# Alexandre le Blavier de la Rocq
Alexandre Joseph Ghislain le Blavier de la Rocq (Nijvel, 30 november 1755 - Luik, 7 december 1830) was een Zuid-Nederlands edelman.

## Levensloop
Alexandre Le Blavier was een zoon van jonkheer Anselme Le Blavier (1717-1800), officier bij de lijfwacht van de koning van Spanje, en van Marie-Jeanne de Madre.
Onder het ancien régime werd hij in 1780 schepen van Nijvel en kamerheer van de prins-bisschop van Luik. In 1781 werd om zijn steun verzocht door procureur Néron, de bezielende kracht achter een Nijvelse vrijmetselaarsloge gesticht door burgers, die om toetreding tot de Provinciale Grootloge verzocht. Het is niet zeker of Le Blavier zelf vrijmetselaar was en evenmin of hij de gevraagde tussenkomst deed. In ieder geval was ze zonder succes en verdween de Nijvelse loge.
In 1791 verkreeg Blavier van keizer Leopold II de titel van baron.
Hij trouwde met de Luikse Anne-Marie de Flaveau de la Rodière en in tweede huwelijk met Marie-Isabelle de Dopff (1757-1834). Beide huwelijken bleven kinderloos.
In 1816 verkreeg hij in het Verenigd Koninkrijk der Nederlanden erkenning van erfelijke adel, met de titel van baron, overdraagbaar op alle afstammelingen en met benoeming in de ridderschap van Luik. Hij werd lid van de Provinciale Staten van de provincie Luik.
Hij was onderschrijver voor één aandeel van de in 1819 gestichte verzekeringsmaatschappij Securitas.
Hij overleed tijdens de Belgische Revolutie en was de laatste van zijn naam om op de adellijke lijsten voor te komen.